# 唯晶科技
開曼唯晶科技有限公司（Winking Studios Limited）， 簡稱唯晶科技，成立於2003年，為全流程遊戲美術製作服務及全流程遊戲製作服務公司 ，由現任執行長詹承翰創立。
唯晶科技前身為風雷工作室，於1997年創立，成立後受邀加盟台灣帝技爺如，2003年唯晶科技正式成立。目前在新加坡、吉隆坡、台北、上海、南京、蘇州均有其工作室及營運據點，美術外包國際總部位於新加坡。

## 歷史

### 1997年至2003年
- 風雷工作室創立
- 研發PC單機遊戲《守護者之劍》
- 研發PC單機遊戲《聖女之歌Ⅰ》、《聖女之歌Ⅱ》
- 改組成立唯晶科技
- 在台北、上海、南京建立遊戲研發工作室

### 2004年至2007年
- 推出全流程遊戲開發服務
- 獲得 INTEL、HSBC 投資
- 獲得德勤評選亞洲高科技高成長企業前十強
- 推出全流程美術外包製作服務

### 2008年至2015年
- 獲得 ISO 9001認證
- 獲選 Red Herring 亞洲百強企業
- 參與《Final Fantasy XIV》、《劍靈》製作
- 研發完成 MMORPG《參天律》並正式營運
- 獲得國泰金控、台新金控、永豐金控等機構投資
- 參與《陰陽師：百聞牌》、《傳說對決》、《第五人格》製作

### 2016年至今
- 成為索尼互動娛樂、任天堂、微軟、Epic Games合作夥伴
- 自研 PS VR 遊戲《揭秘計劃》上市並獲得日本及北美銷售冠軍
- 參與《天命2》、《Call of Duty》、《天堂2M》製作
- 參與《刺客教條》、《崩壞3rd》、《原神》製作
- 獲得韓資集星創投及玉山金控等機構投資
- 在新加坡成立美術外包國際總部
- 獲得英國標準協會授予 ISO 27001認證
- 獲得宏碁集團投資
- 成功在新加坡及倫敦上市

## 遊戲產品
| 產品名稱                     | 發行時間       | 平台版本                 | 發行商       | 備註                                            |
| 《小力失蹤事件》             | 2001年5月      | PC Windows 95/98/2000/XP | 第三波資訊   | 獲遊戲之星選拔賽年度突破獎                      |
| 《聖女之歌Ⅰ人魚新娘》        | 2002年5月      | PC Windows 95/98/2000/XP | 風雷時代     |                                                 |
| 《聖女之歌Ⅱ撒雷母天使》      | 2003年7月      | PC Windows 95/98/2000/XP | 唯晶科技     | 獲遊戲之星選拔賽最佳美術 設計、配樂音效、動畫獎 |
| 《天方夜譚》                 | 2005年7月      | Online game              | 唯晶科技     |                                                 |
| 《天關戰記》                 | 2008年11月     | Online game              | 台灣易吉網   |                                                 |
| 《搶救地球 Online》          | 2010年         | PC Web                   | 唯晶科技     | 獲中國國務院文化部頒「嚴肅遊戲獎」              |
| 《Dark Break》               | 2010年11月     | iPad game                | 唯晶科技     |                                                 |
| 《Nanna's Cats》             | 2011年4月      | iPad game                | 唯晶科技     |                                                 |
| 《Shooting Fever》           | 2011年11月     | Android/iPad game        | 唯晶科技     |                                                 |
| 《參天律》                   | 2013年7月      | Online game              | 唯晶科技     |                                                 |
| 《參天律 打寶雞》            | 2013年7月      | Android/ios              | 唯晶科技     |                                                 |
| 《究神錄 參天律之外章》      | 2013年10月     | Android                  | 唯晶科技     | 遊戲製作人：李官樺                              |
| 《KANO 天下嘉農》            | 2014年2月27日  | Android                  | 奇米娛樂     |                                                 |
| 《聖女之歌ZERO 1：奉獻》     | 2016年12月23日 | PC Windows 7/8/8.1/10    | 唯晶科技     |                                                 |
| 《聖女之歌ZERO 1：奉獻》     | 2018年2月8日   | PlayStation 4            | 唯晶科技     |                                                 |
| 《聖女之歌ZERO 1：奉獻》     | 2019年5月23日  | Nintendo Switch          | 唯晶科技     |                                                 |
| 《揭秘計劃》                 | 2017年1月19日  | PlayStation 4            | 索尼互動娛樂 |                                                 |
| 《揭秘計劃 2：遠古之戰》     | 2018年9月20日  | PlayStation 4            | 唯晶科技     | 獲2019年台灣原創遊戲大賞 商業組優勝             |
| 《揭秘計劃 2：遠古之戰》     | 2019 年7月3日  | PC Windows 7以上         | 唯晶科技     | 獲2019年台灣原創遊戲大賞 商業組優勝             |
| 《快餐傳說》                 | 2019年7月4日   | PlayStation 4            | 唯晶科技     |                                                 |
| 《快餐傳說》                 | 2019年11月1日  | PC Windows 7以上         | 唯晶科技     |                                                 |
| 《聖女之歌ZERO 2：鱗痕誓約》 | 2022年2月22日  | PC Windows 7/8/10/11     | 唯晶科技     | 獲2022年台灣原創遊戲大賞 商業組優勝             |

| 停止運營遊戲產品 | - 《天方夜譚》 - 《天關戰記》 - 《搶救地球Online》 |
| 停止開發遊戲產品 | - 《幻想世界FM Online》                            |

## 公司佈局
臺灣臺北
- 唯晶科技股份有限公司 ( Winking Entertainment Corporation )

 新加坡
- Winking Art Pte. Ltd.

 中国大陆上海
- 上海唯晶信息科技有限公司（Shanghai Winking Entertainmnet Ltd）

 中国大陆南京
- 南京唯晶信息科技有限公司（Nanjing Winking Entertainment Ltd）

## 外部連結
- 唯晶科技（页面存档备份，存于）
- 唯晶科技的Facebook專頁